# Gergovie
Gergovie (en occitan Jergòia ou Gergòvia, en latin Gergǒvĭa), appelé Merdogne jusqu'en 1865, est une localité située en Auvergne, au sud de Clermont-Ferrand, dans la commune de La Roche-Blanche (Puy-de-Dôme), au pied du plateau de Gergovie. Depuis le xixe siècle, on identifie Merdogne à Gergovie, l'oppidum des Arvernes où s'est déroulé le siège de Gergovie en 52 av. J.-C.

## Toponymie
Gergovie est mentionnée dans les écrits anciens sous les formes Gergovia (Ier siècle av. J.-C.) (Commentaires sur la guerre des Gaules), Girgia, Egirguia, Iergoia, Girgoia (Cartulaire de Sauxillanges) et Gergoia (Xe siècle), Gergoye (1561).

## Histoire

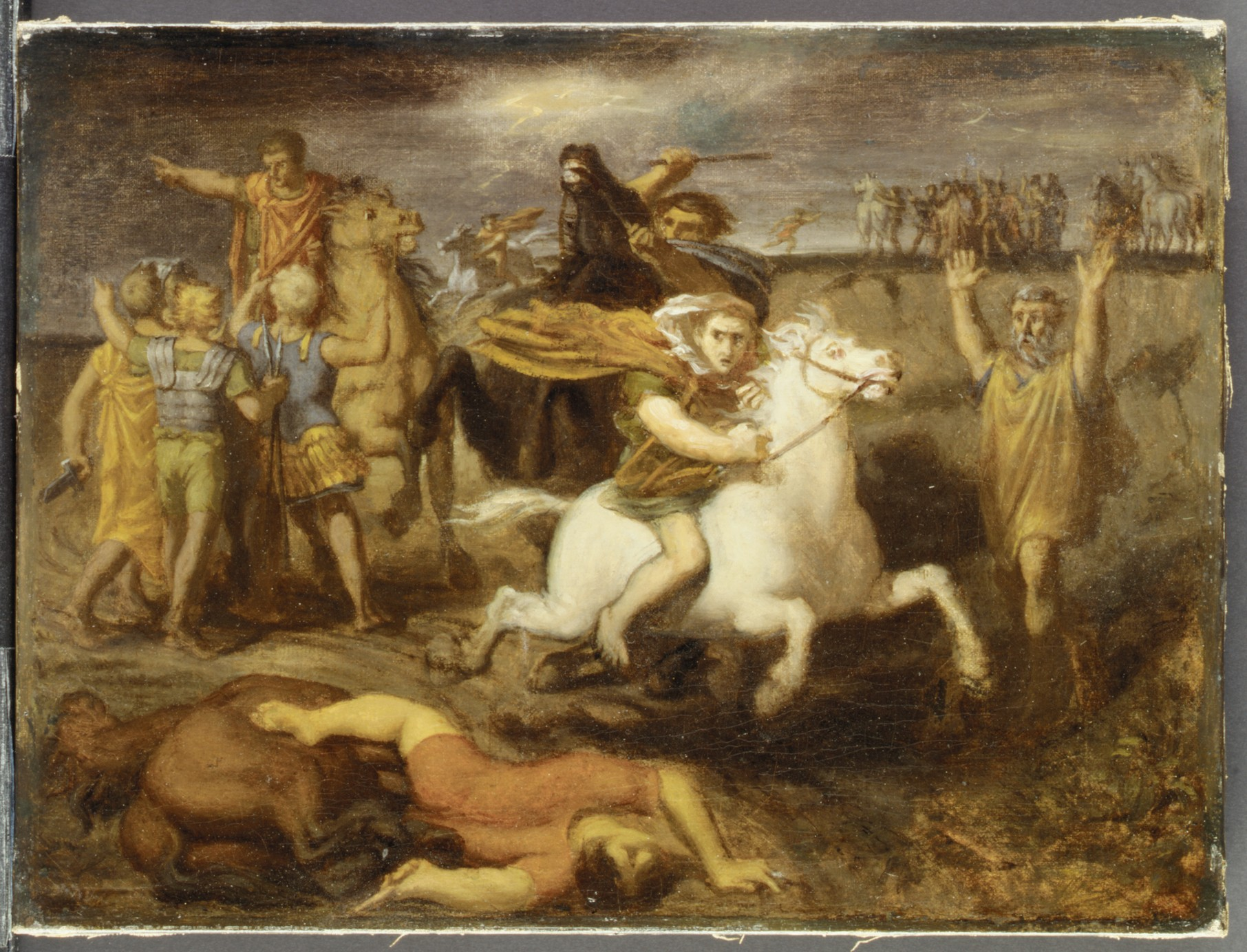
Scène des guerres gauloises : l'Éduen Littavicus, trahissant la cause romaine, s'enfuit à Gergovie pour soutenir Vercingétorix
Théodore Chassériau, Metropolitan Museum of Art

Le site de Merdogne ou Gergovie est occupé dès le Néolithique et l'âge du bronze, peut-être déjà dans un rôle de forteresse même s'il ne reste pas de trace d'aménagements défensifs.
Durant le premier âge du fer, une chefferie locale utilise les avantages naturels du plateau de Gergovie pour y installer une fortification (VIe siècle av. J.-C. - Ve siècle av. J.-C.), avec un centre de pouvoir qui contrôle le territoire alentour.
À l'époque gauloise, Gergovie est l'une des capitales des Arvernes avec Corent et Gondole. D'après les fouilles, il est possible d'attribuer le rôle de capitale politique, économique et religieuse à Corent, celui de site militaire à Gergovie et celui de cité artisanale à Gondole. Les trois oppida occupent sensiblement les sommets d'un triangle de six kilomètres de côté, Corent et Gergovie sur des tables basaltiques d'une superficie de 70 ha, et Gondole située en plaine. On ne sait pas lequel de ces oppida correspond à la cité de Nemossos (terme gaulois désignant un « bois sacré ») donnée comme capitale des Arvernes par Strabon au Ier siècle.
C'est à Gergovie qu'a eu lieu le siège opposant les Arvernes et autres peuples gaulois rassemblés sous la conduite de Vercingétorix, aux légions romaines de Jules César en 52 av. J.-C. L'emplacement exact de ce lieu est désormais placée presque unanimement par les chercheurs sur le plateau dit de Merdogne.
Le nom de Gergovie est donné au XIXe siècle au village de Merdogne par le décret du 11 janvier 1865 de l'empereur Napoléon III.

## Le musée de Gergovie

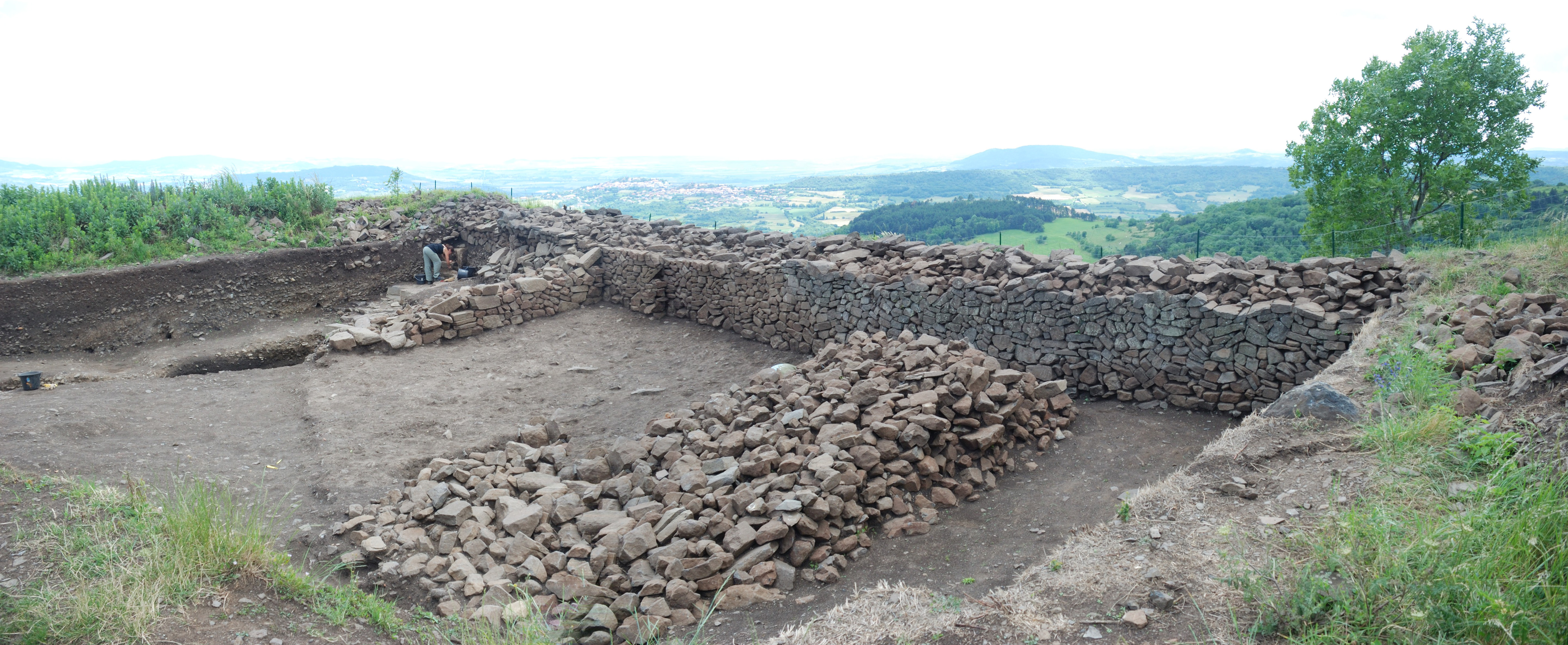
Une fouille archéologique sur le plateau de Gergovie dévoile le mur de l'oppidum gaulois.

Le Musée archéologique de la bataille de Gergovie a ouvert ses portes le 19 octobre 2019, avec une refonte et un agrandissement de l'ancien lieu d'exposition.
Il est situé sur le plateau de Gergovie et prend place dans un bâtiment de 1 200 m2, conçu par l'architecte Jean-Paul Reuillard. Le parcours de visite du musée est centré sur la bataille de Gergovie, la recherche archéologique, l'histoire du peuple des Arvernes, et la formation géologique du plateau.

## Galerie

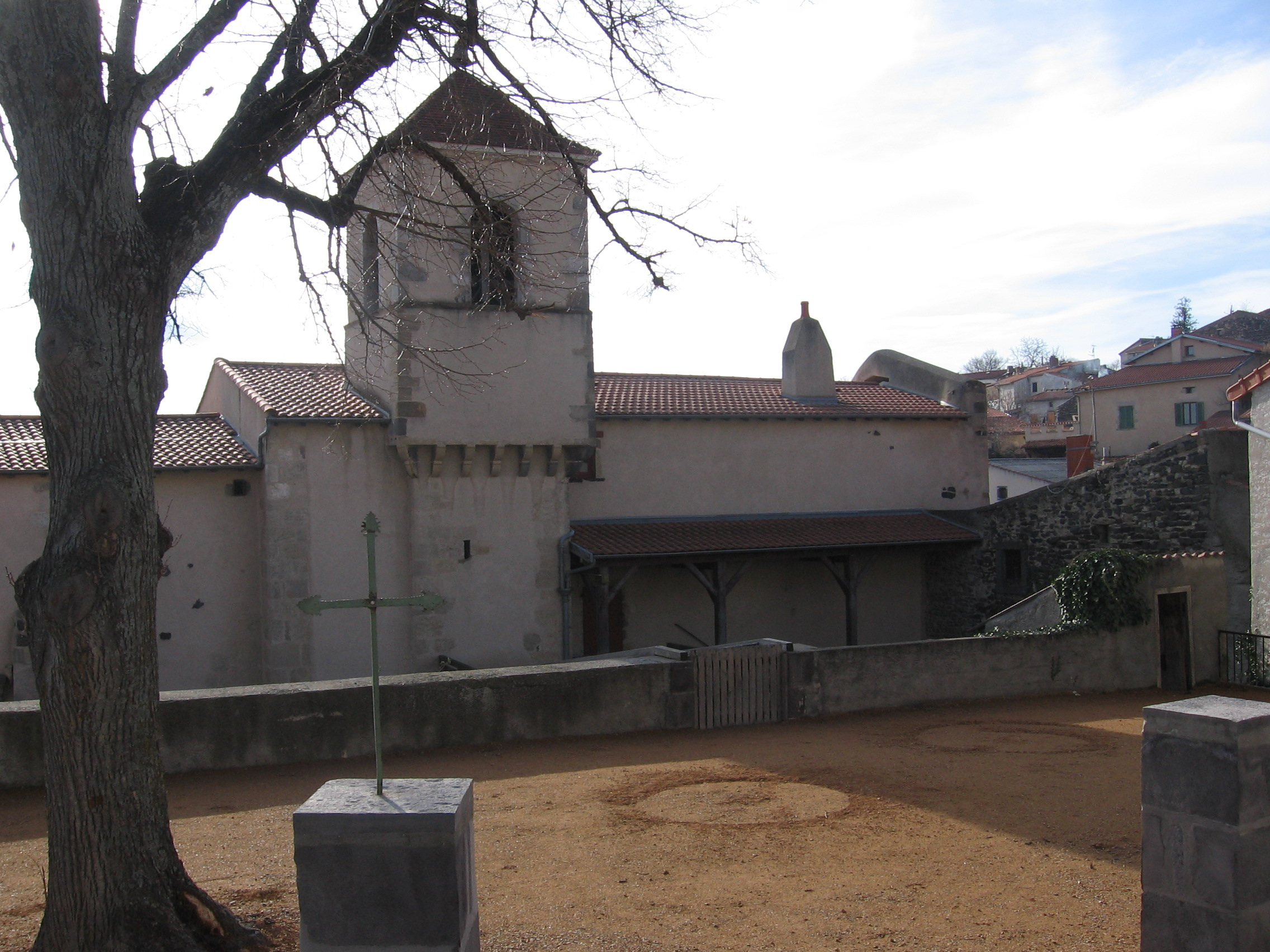
Église du village classée monument historique.
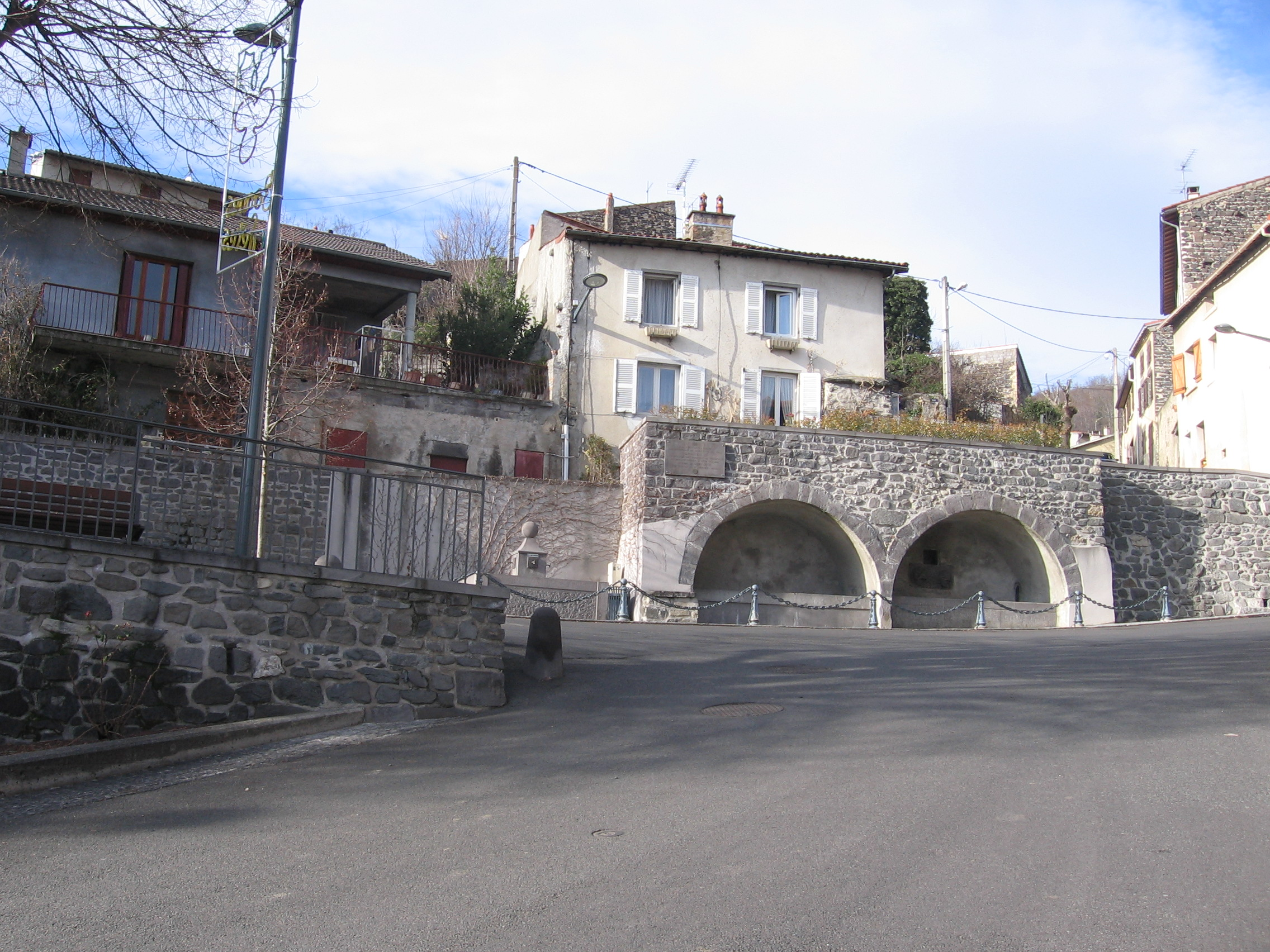
Place de Gergovie (restaurée en 2003).
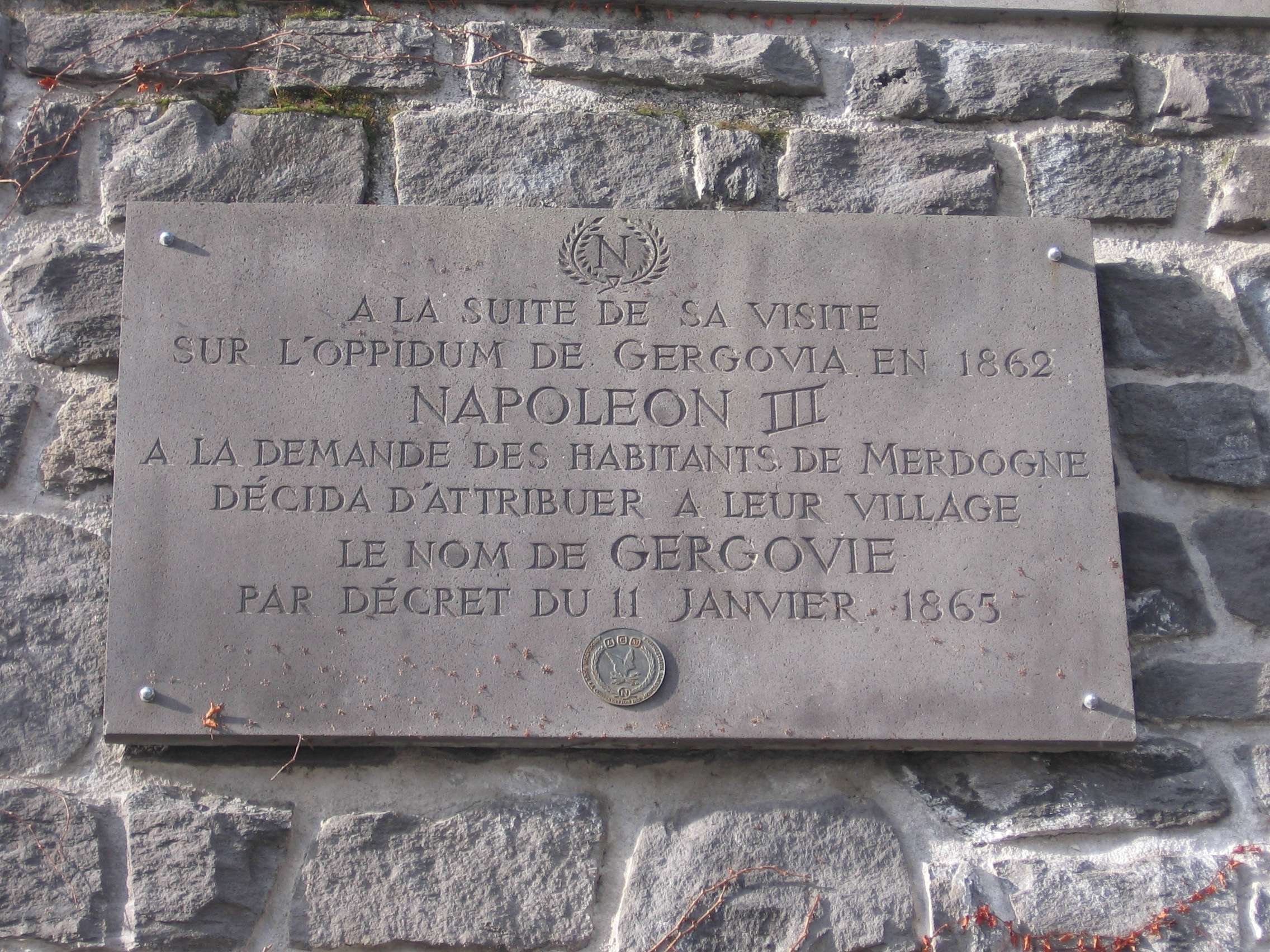
Plaque gravée après le passage de Napoléon III à Gergovie.
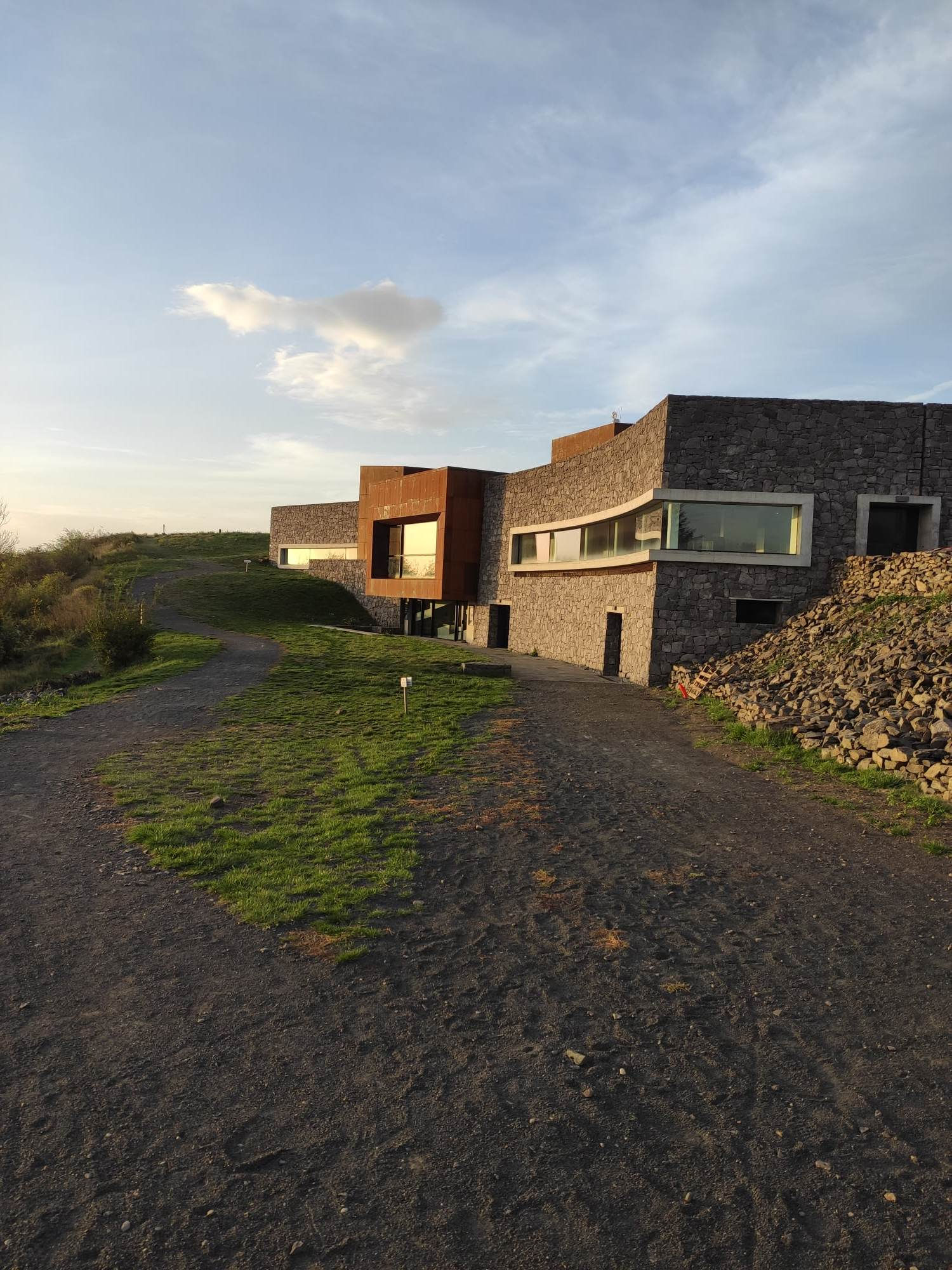
Musée archéologique de la bataille de Gergovie, accès par le bas.